# Voïvodie de Wrocław
La voïvodie de Wrocław (en polonais : Województwo wrocławskie) était une unité de division administrative et un gouvernement local de Pologne entre 1975 et 1998.
En 1999, son territoire est intégré dans la Voïvodie de Basse-Silésie.
Sa capitale était Wrocław.

## Villes
Population au 31 décembre 1998 :
- Wrocław – 637 877
- Oleśnica – 38 913
- Oława – 31 911
- Jelcz-Laskowice – 15 601
- Brzeg Dolny – 13 715
- Strzelin – 13 264
- Milicz – 12 593
- Wołów – 12 344
- Trzebnica – 12 259
- Środa Śląska – 9 236

## Bureaux de district

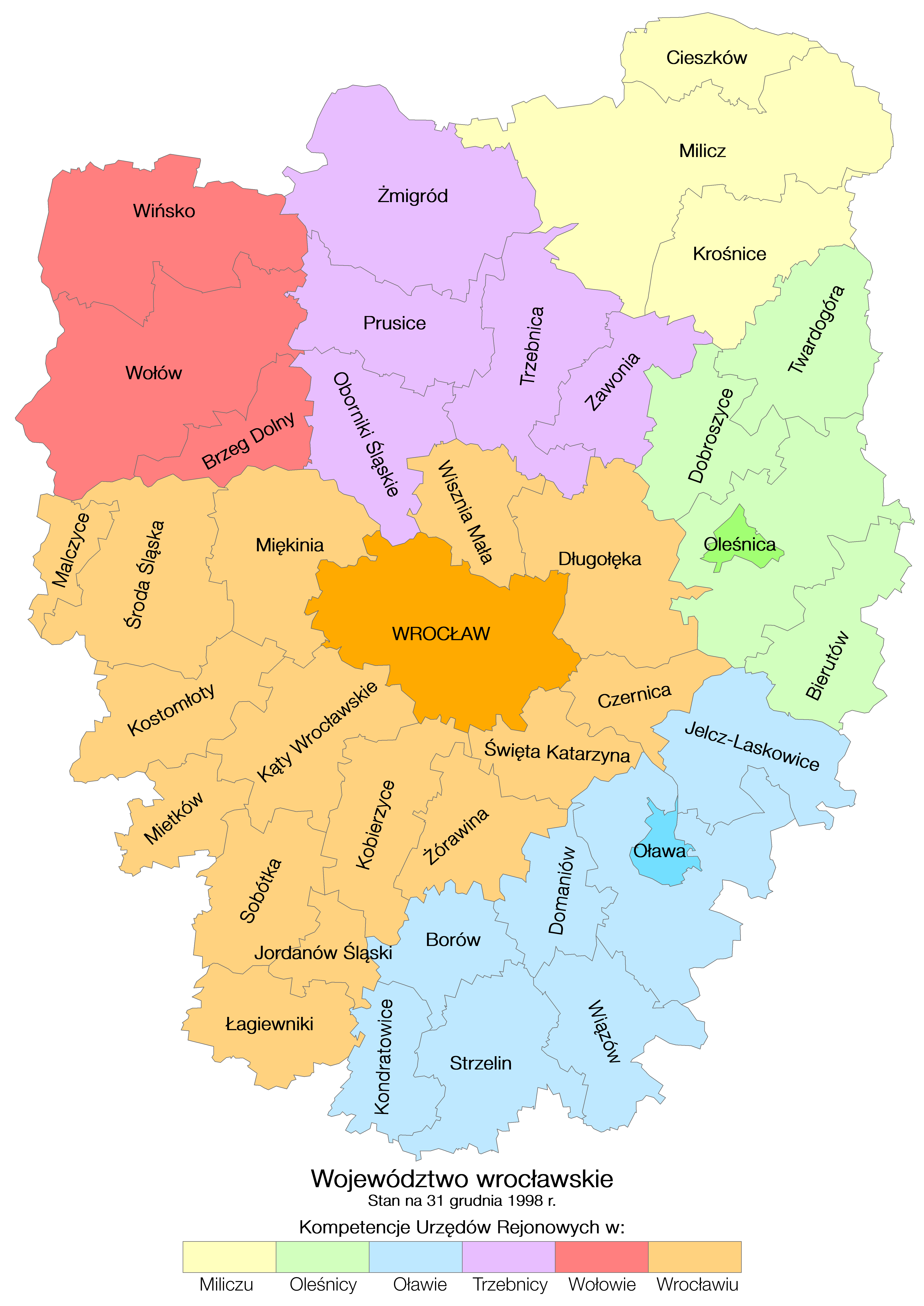
Les gminy de la voïvodie de Wrocław

Sur la base de la loi du 22 mars 1990, les autorités locales de l'administration publique générale, ont créé 6 régions administratives associant plusieurs municipalités.
- Milicz (gmina Cieszków, gmina Krośnice et gmina Milicz)
- Oleśnica (Oleśnica, gmina Bierutów,gmina Dobroszyce, gmina Oleśnica et gmina Twardogóra)
- Oława (Oława, gmina Borów, gmina Domaniów, gmina Jelcz-Laskowice, Kondratowice, Oława, gmina Strzelin et gmina Wiązów)
- Trzebnica (gmina Oborniki Śląskie, gmina Prusice, gmina Trzebnica, gmina Zawonia et gmina Żmigród)
- Wołów (gmina Brzeg Dolny, gmina Wińsko et gmina Wołów)
- Wrocław (Wrocław, gmina Czernica, gmina Długołęka, gmina Jordanów Śląski, gmina Kąty Wrocławskie, gmina Kobierzyce, gmina Kostomłoty, gmina Łagiewniki, gmina Malczyce, gmina Mietków, gmina Miękinia, gmina Sobótka, gmina Środa Śląska, gmina Święta Katarzyna, gmina Wisznia Mała et gmina Żórawina)

## Évolution démographique
| année      | 1975     | 1980     | 1985     | 1990     | 1995     | 1998     |
| population | 1025 700 | 1076 200 | 1113 900 | 1128 800 | 1137 700 | 1136 700 |